# Artyleria lekka
Artyleria lekka – dawniej, artyleria wyposażona w armaty o kalibrze do 90 mm i haubice kalibru do 130 mm. Służyła do bezpośredniego wspierania wojsk na polu walki (artyleria bezpośredniego wsparcia) i w związku z tym była przystosowana zarówno do prowadzenia ognia na wprost jak i pośredniego. Działa artylerii lekkiej miały dużą szybkostrzelność, ale niewielką donośność i siłę wybuchu pocisków. Działa artylerii lekkiej miały początkowo ciąg konny, później głównie mechaniczny, a w czasie II wojny światowej powstały także samobieżne działa artylerii lekkiej.
Obecnie podział na artylerię lekką, średnią, ciężką i wielkiej mocy nie jest stosowany.